# Райхель, Ахим
Ахим Райхель (нем. Achim Reichel; род. 28 января 1944, Венторф-Хамбург, провинция Шлезвиг-Гольштейн) – немецкий музыкант, композитор и продюсер из Гамбурга.
Его длительная карьера началась в период бума бит-музыки 1960-х годов, прошла сквозь краут-рок 1970-х годов, народную немецкую песню и традиционный рок. Райхель продолжает записывать альбомы и выступать с большими концертами по сей день.

## Биография

### The Rattles
Ахим Райхель родился 28 января 1944 года в пригороде Гамбурга.
В 1960 году Райхель основал бит-группу The Rattles, в составе которой выступал в качестве вокалиста и гитариста. Эта группа наряду с The Lords стала ведущей бит-группой Германии того времени и даже гастролировала в 1963 году вместе с The Rolling Stones по Англии, а в 1966 году – с The Beatles по Германии. Вместе с группой Райхель выпустил несколько альбомов, среди них Twist im Star-Club Hamburg (1964), Liverpool Beat (1965) и Hurra! Die Rattles Kommen (1966).
В 1967 году Райхель был призван в армию, после чего группа распалась.

### Wonderland Band
После возвращения из армии Райхель создал группу психоделического попа Wonderland, дебютный сингл которой "Moscow" (1968) поднялся до 15 места в национальном хит-параде.

### A.R. & Machines
В конце 1960-х годов Райхель начал свой первый сольный музыкальный проект A.R & Machines. В музыкальном плане творчество группы стало звуковым музыкальным путешествием высочайшего уровня, построенным вокруг психоделической гитары со звуковыми эффектами эхо и дилэя.
Первый альбом Die Grüne Reise был выпущен в 1971 году совместно с Франком Досталом. Альбом предлагает амбициозное собрание спейс-роковых джемов с массой нестандартных аранжировок и электронных эффектов. Альбом предвосхитил краут-роковые гитарные кислотные трипы с минималистской электроникой таких артистов, как Мануэль Геттшинг.
Гитарные выбросы и странные фантазии первого альбома продолжают доминировать и на последующих полных вдохновения, хаоса и разнообразия альбомах Echo, A.R. 3, A.R. IV и Autovision, которые в целом представляют собой смесь гитарных звуковых пейзажей и песен психоделического попа. Сегодня творчество A.R & Machines сохраняет своё значение как образец создания высококлассным гипнотических спейс-эхо-гитарных открытий.
После пяти студийных альбомов Райхель решил оставить этот проект.

### Середина 1970-х годов
В 1975 году Райхель неожиданно выпустил альбом Dat Shanty Alb'm, шокирующе прямолинейную подборку матросских песен, что стало поворотом на 180 градусов от экспериментального стиля A.R. & Machines.
Впервые Райхель выпустил альбом как сольную работу и впервые запел по-немецки, что станет обычной практикой для его творчества в дальнейшем. Творчество Райхеля ушло в народную музыку, особенно, Севера Германии. В течение нескольких лет Райхель выпустил альбомы Klabautermann (1977) и Regenballade (1978), второй из которых получил высокую оценку критики.
Вскоре вместе с Франком Досталом Райхель организовал фирму грамзаписи Ahorn, целью которой было продвижение современных немецкоязычных групп. Также в середине и в конце 1970-х годов Райхель работал продюсером с такими группами, как Novalis, Kiev Stingl, Neil Landon и Emsland Hillbillies.

### 1980-е годы
В начале 1980-х годов Райхель выпустил подряд три чисто роковых альбома на немецком языке, которые получили высокую оценку критики - Ungeschminkt (1980), Blues in Blond (1981) и Nachtexpress (1983). В 1982 и 1984 годах впервые за много лет Райхель совершил концертные туры в поддержку своих альбомов.
В 1983 году первый сольный хит Райхеля "Der Spieler" (с альбома Blues in Blond) попал в хит-парад телеканала ZDF, вслед за ней последовала песня "Boxer Kutte" с альбома Nachtexpress. В 1986 году Райхел выпустил альбом Eine Ewigkeit Unterwegs и вновь попал в хит-парад ZDF с хитом "Eine Ewigkeit Unterwegs." После ещё одного тура Райхель выпустил сольный альбом Fledermaus (1988), а затем воссоздал группу The Rattles для записи альбома Hot Wheels (1988). В 1989 году он выпустил сольный альбом Was Echtes, а в 1990 году – ещё один альбом The Rattles - Painted Warriors.

### 1990-е годы
В 1990-е годы Райхель выпустил альбомы Melancholie und Sturmflut (1991), Wahre Liebe (1993), Oh Ha! (1996) и Entspann Dich (1999), а также достаточно успешные синглы - "Aloha Heya He" (1991), "Kuddel Daddel Du" (1992), "Auf der Rolltreppe" (1992), "Amazonen" (1993) и "Wahre Liebe" (1993). Его работы регулярно попадали в хит-парады. Райхель выпустил также концертный альбом Große Freiheit (1994), сборник лучших сольных песен Herz Ist Trumpf (1997), а также сборник лучших композиций A.R. & Machines под названием Echos aus Zeiten der Grünen Reise (1998).

### 2000-е годы
В 2000-е годы Райхель выпустил альбом народной музыки Wilder Wassermann (2002), затем концертный альбом 100% Leben (2004), посвящённый его 60-летию, а также Volxlieder (2006), Все альбомы попали в чарты.

## Дискография
The Rattles
- Twist im Star-Club (1963)
- Twist-Time im Star-Club Hamburg (1964)
- Live im Star-Club Hamburg (1964)
- The Searchers meet the Rattles (1964)
- Rattles (1965)
- Star Club Show 1 (1966)
- Liverpool Beat (1966)
- Hot Wheels (1988)
- Painted Warrior (1990)

Wonderland Band
- Wonderland Band No.1

A.R. & Machines
- Die Grüne Reise (1971)
- Echo (1972)
- A.R. 3 (1972)
- A.R. IV (1973)
- Autovision (1974)

Сольные работы
- Dat Shanty Alb'm (1976)
- Klabautermann (1977)
- Regenballade (1977)
- Heiße Scheibe (1979)
- Ungeschminkt (1980)
- Eine Ewigkeit Unterwegs (1986)
- Fledermaus (1988)
- Melancholie Und Sturmflut (1991)
- Wahre Liebe (1993)
- Nachtexpress (1994)
- Oh Ha! (1996)
- Entspann Dich (1999)
- Wilder Wassermann (2002)
- 100% Leben (2004)
- Volxlieder (2006)